# 90 pr. n. št.
90 pr. n. št. je bilo leto predjulijanskega rimskega koledarja.
Oznaka 90 pr. Kr. oz. 90 AC (Ante Christum, »pred Kristusom«), zdaj posodobljeno v 90 pr. n. št., se uporablja od srednjega veka, ko se je uveljavilo številčenje po sistemu Anno Domini.

## Dogodki
- osrednja Italija se osamosvoji in bojuje z Rimom
- državljanska vojna med Marijem in Sulo.

## Rojstva
- Sosigen, grški astronom, matematik (približni datum) († okoli 20 pr. n. št.)

## Smrti
- Dionizij Traški, starogrški filolog in slovničar (* 170 pr. n. št.)
- Vecij Kato, rimski politik in vojak
- Herij Asinij, politik in vojskovodja